# Interzonal
Los torneos interzonales de ajedrez fueron torneos organizados por la FIDE como parte del proceso de clasificación del campeonato mundial de ajedrez desde 1951 hasta 1996. Fueron disputados por los jugadores clasificados en los torneos zonales (torneos entre países de cada zona que agrupaba a las federaciones de la FIDE), y otorgaban plazas para la etapa siguiente, el torneo de Candidatos.

## Historia
Tras la muerte de Alexander Alekhine en 1946 siendo campeón mundial vigente, en 1947 la FIDE asume la organización del campeonato mundial de ajedrez, estableciendo un ciclo trienal que comenzaba con los campeonatos nacionales, torneos zonales, torneos interzonales, el torneo de Candidatos, y el encuentro por el campeonato del mundo. En 1971 se introdujeron los torneos interzonales y el torneo de Candidatas en el ciclo del campeonato mundial femenino de ajedrez.
Entre 1948 y 1970 se jugaba un único torneo disputado por el sistema de todos contra todos, con un total de entre 20 y 24 jugadores. A raíz de los cambios en el campeonato del mundo exigidos por jugadores como Bobby Fischer, se limitó a tres el número de jugadores de un mismo país que podían clasificarse al torneo de Candidatos. Debido al aumento de países afiliados y jugadores, entre 1973 y 1979 se organizaron dos torneos interzonales con 20 jugadores cada uno, que otorgaban tres plazas al torneo de Candidatos. Entre 1982 y 1987 se jugaron tres torneos interzonales con 18 jugadores cada uno. En 1990 y 1993 se jugaron los últimos torneos interzonales, organizados esta vez por sistema suizo, que otorgaron diez y once plazas al torneo de Candidatos respectivamente.
A partir del cisma del ajedrez entre 1993 y 2002, se abandonaron los torneos interzonales, manteniéndose los torneos zonales como parte de la clasificación para un nuevo torneo, la Copa del Mundo, que a partir de 2005 es una fase previa al torneo de Candidatos, al cual entrega dos plazas. La Professional Chess Association (PCA), rival de la FIDE y defensora del campeonato mundial clásico de ajedrez, organizó en 1993 un torneo interzonal como parte de su ciclo por el título mundial de 1995.

## Ganadores del torneo interzonal
| Ciclo     | Interzonal             | Ganador                                                | Otros jugadores clasificados |
| --------- | ---------------------- | ------------------------------------------------------ | --- |
| 1951      | Saltsjöbaden 1948      | David Bronstein                                        | László Szabó, Isaak Boleslavski, Alexander Kotov, Andor Lilienthal, Salo Flohr, Miguel Najdorf, Gideon Ståhlberg                                      |
| 1954      | Saltsjöbaden 1952      | Alexander Kotov                                        | Tigran Petrosian, Mark Taimanov, Efim Geller, Yuri Averbach, Gideon Ståhlberg, László Szabó, Svetozar Gligorić                                        |
| 1957      | Göteborg 1955          | David Bronstein                                        | Paul Keres, Óscar Panno, Tigran Petrosian, Efim Geller, László Szabó, Miroslav Filip, Herman Pilnik, Boris Spasski                                    |
| 1960      | Portorož 1958          | Mijail Tal                                             | Svetozar Gligorić, Tigran Petrosian, Pál Benkö, Bobby Fischer, Friðrik Ólafsson                                                                       |
| 1963      | Estocolmo 1962         | Bobby Fischer                                          | Efim Geller, Tigran Petrosian, Miroslav Filip, Victor Korchnoi, Pál Benkö                                                                             |
| 1966      | Ámsterdam 1964         | Vasili Smyslov, Bent Larsen, Mijail Tal, Boris Spasski | Borislav Ivkov, Lajos Portisch |
| 1969      | Sousse 1967            | Bent Larsen                                            | Efim Geller, Victor Korchnoi, Svetozar Gligorić, Lajos Portisch, Samuel Reshevsky                                                                     |
| 1972      | Palma de Mallorca 1970 | Bobby Fischer                                          | Bent Larsen, Efim Geller, Robert Hübner, Mark Taimanov, Wolfgang Uhlmann                                                                              |
| 1975      | Petrópolis 1973        | Henrique Mecking                                       | Efim Geller, Lev Polugajevski, Lajos Portisch |
| 1975      | Leningrado 1973        | Anatoli Karpov, Viktor Korchnoi                        | Robert Byrne |
| 1978      | Manila 1976            | Henrique Mecking                                       | Vlastimil Hort, Lev Polugajevski |
| 1978      | Biel 1976              | Bent Larsen                                            | Tigran Petrosian, Lajos Portisch |
| 1981      | Río de Janeiro 1979    | Tigran Petrosian, Lajos Portisch, Robert Hübner        | |
| 1981      | Riga 1979              | Mijail Tal                                             | Lev Polugajevski, András Adorján |
| 1984      | Las Palmas 1982        | Zoltán Ribli                                           | Vassili Smyslov |
| 1984      | Toluca 1982            | Lajos Portisch, Eugenio Torre                          | |
| 1984      | Moscú 1982             | Garri Kasparov                                         | Alexander Beliavsky |
| 1987      | Túnez 1985             | Artur Yussupov                                         | Alexander Beliavsky, Lajos Portisch, Alexander Chernin                                                                                                |
| 1987      | Taxco 1985             | Jan Timman                                             | Jesús Nogueiras, Mijail Tal, Kevin Spraggett |
| 1987      | Biel 1985              | Rafael Vaganian                                        | Yasser Seirawan, Andreï Sokolov, Nigel Short |
| 1990      | Subotica 1987          | Gyula Sax, Nigel Short, Jonathan Speelman              | |
| 1990      | Szirák 1987            | Valeri Salov, Jóhann Hjartarson                        | Lajos Portisch |
| 1990      | Zagreb 1987            | Victor Korchnoi                                        | Jaan Ehlvest, Yasser Seirawan |
| 1993      | Manila 1990            | Boris Gelfand, Vasili Ivanchuk                         | Viswanathan Anand, Nigel Short, Gyula Sax, Victor Korchnoi, Robert Hübner, Predrag Nikolić, Leonid Yudasin, Sergei Dolmatov, Alexei Dreev             |
| FIDE-1996 | Biel 1993              | Boris Gelfand                                          | Paul van der Sterren, Gata Kamsky, Alexander Jalifman, Michael Adams, Leonid Yudasin, Valeri Salov, Joël Lautier, Vladimir Kramnik, Viswanathan Anand |